# Finn Malmgren
Finn Adolf Erik Johan Malmgren (Göteborg, 25 aprile 1895 – Mare Artico, 20 giugno 1928) è stato un meteorologo ed esploratore svedese.

## Biografia
Malmgren studiò a Göteborg, Sundsvall e Stoccolma. Nel 1912 inizio i suoi studi all'Università di Uppsala, presso la quale si laureò nel 1916. Nel 1917 divenne assistente del professor Axel Hamberg nell'osservatorio di Pårtetjåkko; nel 1920 ritornò all'istituto meteorologico di Uppsala; un anno dopo fu nominato assistente professore all'istituto idrografico per studi oceanici Otto Pettersson su un'isola del Gullmarsfjord. Tra il 1922 e il 1925, Malmgren partecipò alla spedizione di Roald Amundsen e Harald Ulrik Sverdrup nell'Artico, a bordo del Maud. Nel 1926 era a bordo del dirigibile Norge che sorvolò il Polo nord.

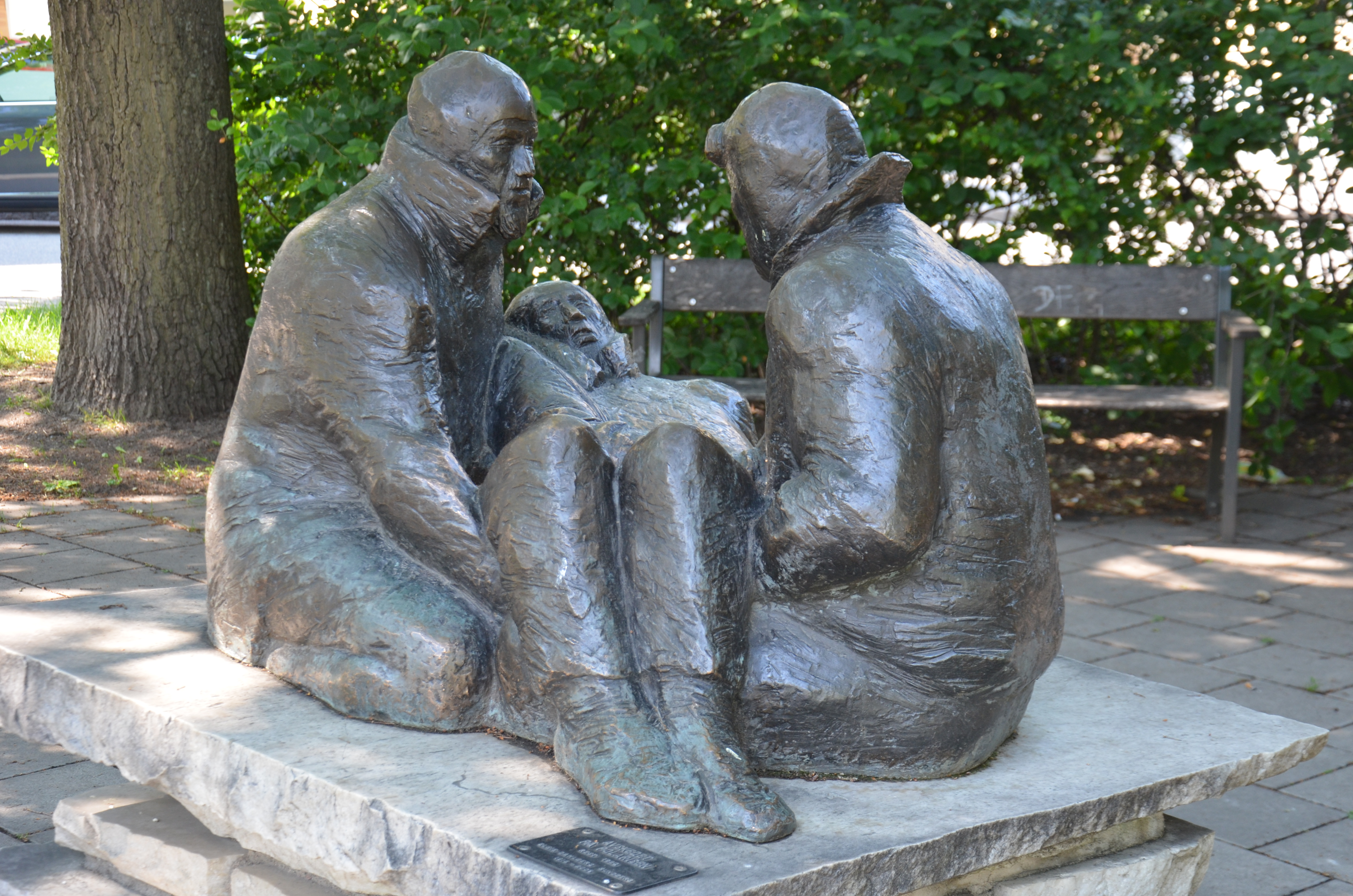
Monumento a Stoccolma

Nel 1928 lo scienziato prese parte alla spedizione del generale Umberto Nobile con il dirigibile Italia. Durante il terzo volo, il 25 maggio, il dirigibile si schiantò al suolo e molti membri della spedizione si ritrovarono isolati sul pack. Tra questi c'era anche Malmgren, ferito ad una spalla. Il giorno 30 maggio, d'accordo con gli ufficiali italiani Adalberto Mariano e Filippo Zappi, decise di raggiungere a piedi Baia del Re per chiedere soccorsi, nonostante il fermo rifiuto del generale Nobile.
L'impresa si rivelò fallimentare, e tra il 15 e il 16 giugno Malmgren ebbe un collasso dovuto ai postumi del terribile impatto del dirigibile, in seguito al quale chiese ai compagni di essere lasciato indietro in vista di una morte imminente. Il 10 luglio il pilota sovietico Boris Chukhnovsky avvistò durante un volo di perlustrazione i due uomini sopravvissuti e il corpo dello scienziato svedese, mentre il 12 luglio la nave rompighiaccio sovietica Krassin recuperò i due superstiti. Il corpo di Malmgren non fu più ritrovato. Inizialmente i due ufficiali italiani furono accusati di aver abbandonato Malmgren al suo destino. Si avanzarono anche sospetti di cannibalismo, mentre un'ulteriore ipotesi ritiene che il corpo sia affondato a causa dello scioglimento estivo del pack.